# Брынь (Сухиничский район)
Брынь — деревня в Сухиничском Калужской области Российской Федерации. Входит в состав сельского поселения «Село Брынь».

## Физико-географическое положение
Находится на юго-востоке Калужской области. Стоит на берегу одноимённой Брынь. Ближайший город — Сухиничи.

## История
В 1097 году строится укрепление Дебрын.
В 1146 году Брынь называется как часть Черниговского княжества как (Добрынск или Дебрын).
В 1228 году в город Брынь прибывает Михаил Всеволодович, князь Черниговский. В дальнейшем на этом месте располагалось село Старая Брынь Мещовского уезда.
В 16 веке половина Старой Брыни стала владением Петра Никитича Тургенева и его потомков.

В XVII—XVIII веках Старая Брынь и окружающие леса стали укрытием для раскольников.
По знакомой ещё со времён Самозванцев, вольнице-дороге, раскольники устремились на Русскую Украину и в дремучих её борах и засечных лесах, доселе тщательно оберегаемых Правительством, как оплот России от неприятельских нашествий, Расколоучители нашли себе надежный приют  от преследования (после Стрелецкихъ бунтов) и для распространения своих толков.
Тогда-то, надобно думать, положено было первое основание столь известным впоследствии Брынским скитам и пустыням в глубине Брыньских лесов
Около села Старая Брынь раскольники указывали памятные им бывших скитов, особым уважением пользовался Савватиевский скит, стоявший в пещере на дне глубокого оврага

## Население
| 2002 | 2010 |
| ---- | ---- |
| 340  | ↗431 |